# Arco Felice
Arco Felice è una frazione di Pozzuoli con circa 10 000 abitanti, confinante con il comune di Bacoli. Il suo nome deriva dal vecchio arco omonimo, un'ampia porta all'antica città di Cuma, costruita nel I secolo dall'imperatore Domiziano, seppure esso si trovi in realtà nell'adiacente frazione di Licola, al confine con la frazione Cuma-Fusaro del comune di Bacoli.

## Descrizione

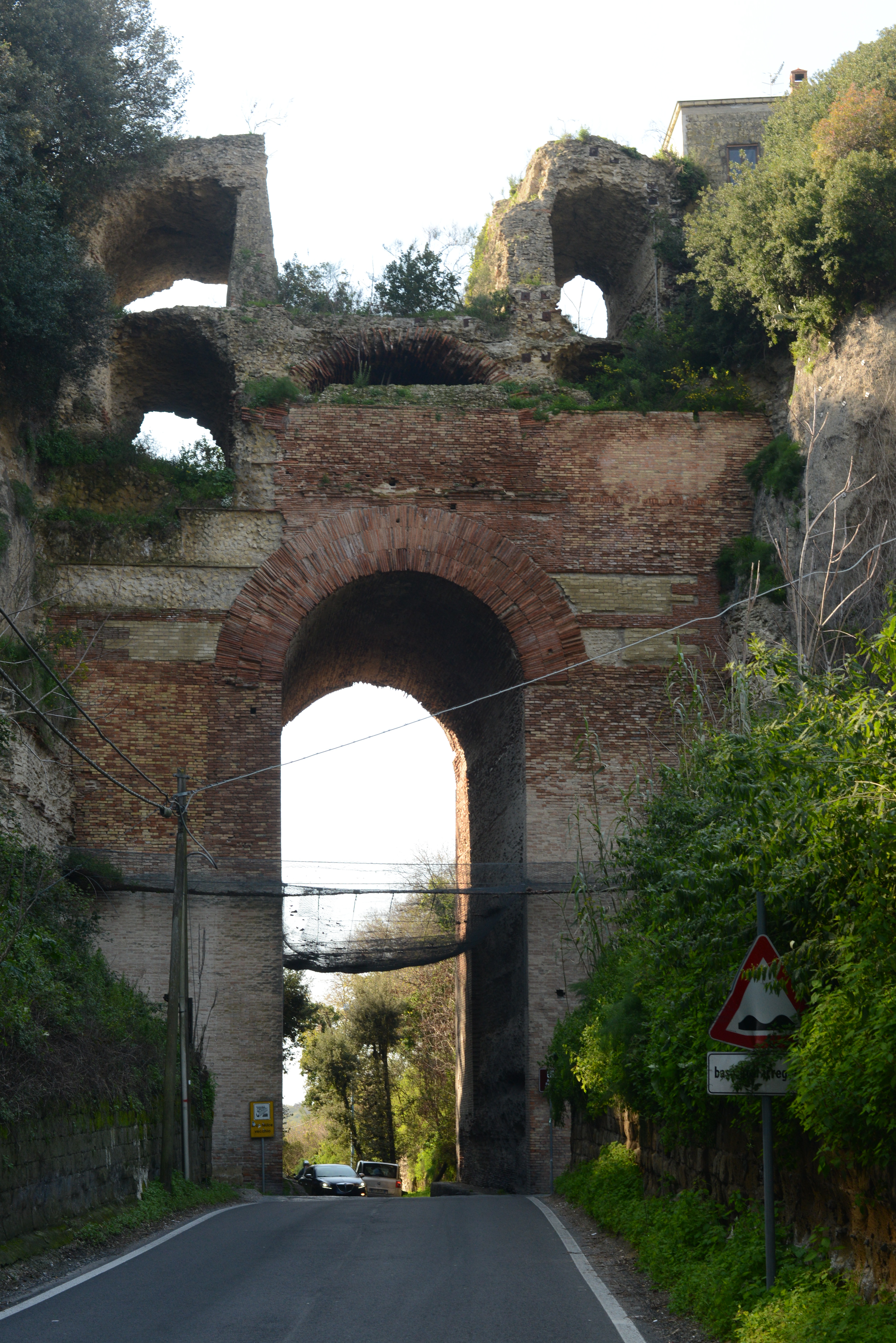
L'Arco nel 2018.

Nel suo territorio vi sono un ufficio postale, una sezione comunale, varie scuole primarie e secondarie, l'Istituto Tecnico Statale Economico e Tecnologico "Vilfredo Pareto", oltre ad un alto numero di attività commerciali. Ampia è la presenza di luoghi di ritrovo: bar, ristoranti, pub e pizzerie che nel fine settimana richiamano un notevole afflusso di giovani da tutta la zona.
La frazione è nota poiché si trova non lontana dal lago Averno, considerato nell'antichità l'ingresso agli Inferi.
Oggi la sua notorietà è dovuta anche agli stabilimenti balneari, molto frequentati durante i mesi estivi, seppure in tono minore rispetto agli anni '60 e '70.
Luoghi d'interesse nei dintorni del quartiere sono il lago Averno, il lago di Lucrino, il Tempio di Mercurio, l'Antro della Sibilla, l'Oasi naturalistica del Monte Nuovo, lo Stadio "Domenico Conte".

## Trasporti e viabilità
È servita dalla ferrovia Cumana che la collega in circa 4  minuti al centro storico di Pozzuoli, oltre che da varie linee di autobus urbane ed extraurbane.
Ad Arco Felice termina il percorso della Tangenziale di Napoli con l'uscita numero 14. Dopo di essa la strada prosegue come strada statale 7 quater Via Domitiana.